# Área metropolitana de Oslo

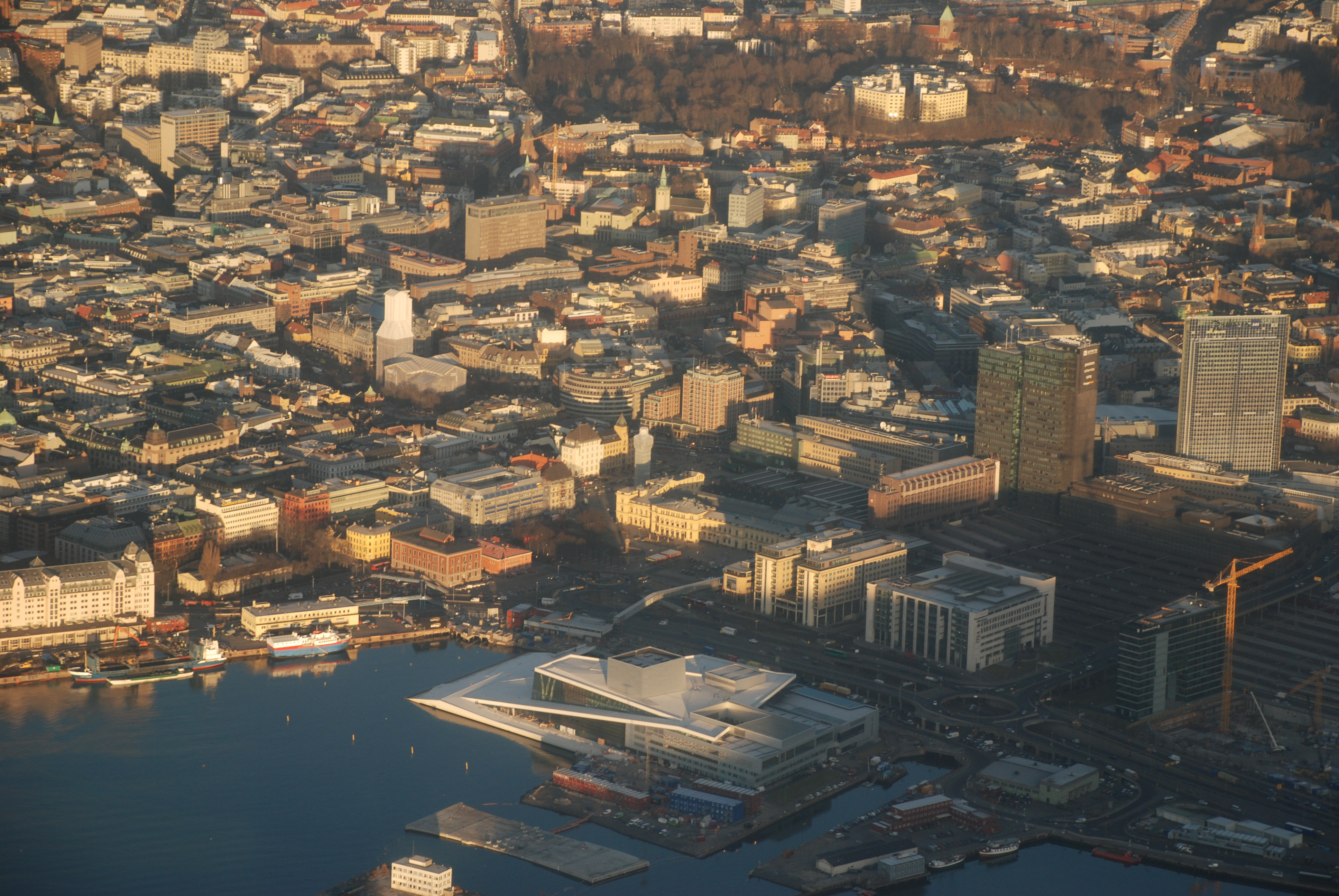
Vista del centro de la ciudad

El área metropolitana de Oslo está formada por la propia ciudad de Oslo y 45 municipios ubicados a su alrededor, en las provincias de Akershus, Buskerud, Østfold, Vestfold y Oppland, Noruega.
En total, se extiende por una superficie de 9444,5 km², relativamente grande debido a que los municipios exteriores cuentan con un área boscosa muy extensa. Tiene una población de 1,95 millones de habitantes, de los cuales el 41,9 % vive en la ciudad de Oslo, con una densidad de población de 1427 hab/km², el 21,5 % en su círculo interior,  el 22,2 % en su círculo exterior, el 10,6 % en la región periférica de Drammen y el 3,8 % en la región de Moss.

## Estadísticas
| Municipio      | Población (2015) | Superficie (km²) | Densidad (hab/km²) | Zona                   | Provincia |
| -------------- | ---------------- | ---------------- | ------------------ | ---------------------- | --------- |
| Oslo           | 647 676          | 454,0            | 1427               | Centro                 | Oslo      |
| Skedsmo        | 51 725           | 77,1             | 671                | Círculo interior norte | Akershus  |
| Lørenskog      | 35 139           | 70,5             | 498                | Círculo interior norte | Akershus  |
| Nittedal       | 22 706           | 186,2            | 122                | Círculo interior norte | Akershus  |
| Rælingen       | 17 185           | 71,7             | 240                | Círculo interior norte | Akershus  |
| Bærum          | 120 685          | 192,3            | 628                | Círculo interior oeste | Akershus  |
| Ski            | 29 775           | 165,5            | 180                | Círculo interior sur   | Akershus  |
| Oppegård       | 26 580           | 37,0             | 718                | Círculo interior sur   | Akershus  |
| Nesodden       | 18 372           | 61,5             | 301                | Círculo interior sur   | Akershus  |
| Enebakk        | 10 760           | 232,6            | 46                 | Círculo interior sur   | Akershus  |
| Ullensaker     | 33 310           | 252,5            | 132                | Círculo exterior norte | Akershus  |
| Eidsvoll       | 23 238           | 456,6            | 51                 | Círculo exterior norte | Akershus  |
| Nes            | 20 410           | 637,4            | 32                 | Círculo exterior norte | Akershus  |
| Sørum          | 17 089           | 206,6            | 83                 | Círculo exterior norte | Akershus  |
| Aurskog-Høland | 15 716           | 961,7            | 16                 | Círculo exterior norte | Akershus  |
| Nannestad      | 11 882           | 340,1            | 35                 | Círculo exterior norte | Akershus  |
| Fet            | 11 199           | 176,4            | 63                 | Círculo exterior norte | Akershus  |
| Lunner         | 9003             | 291,9            | 31                 | Círculo exterior norte | Oppland   |
| Gjerdrum       | 6326             | 83,2             | 76                 | Círculo exterior norte | Akershus  |
| Hurdal         | 2752             | 285,0            | 10                 | Círculo exterior norte | Akershus  |
| Asker          | 59 571           | 100,7            | 592                | Círculo exterior oeste | Akershus  |
| Røyken         | 21 038           | 112,9            | 186                | Círculo exterior oeste | Buskerud  |
| Hurum          | 9365             | 163,3            | 57                 | Círculo exterior oeste | Buskerud  |
| Ås             | 18 503           | 103,1            | 180                | Círculo exterior sur   | Akershus  |
| Vestby         | 16 310           | 133,9            | 122                | Círculo exterior sur   | Akershus  |
| Frogn          | 15 656           | 85,7             | 183                | Círculo exterior sur   | Akershus  |
| Askim          | 15 513           | 69,1             | 225                | Círculo exterior sur   | Østfold   |
| Eidsberg       | 11 353           | 235,9            | 48                 | Círculo exterior sur   | Østfold   |
| Spydeberg      | 5692             | 142              | 40                 | Círculo exterior sur   | Østfold   |
| Trøgstad       | 5346             | 204,5            | 26                 | Círculo exterior sur   | Østfold   |
| Hobøl          | 5343             | 140,4            | 38                 | Círculo exterior sur   | Østfold   |
| Skiptvet       | 3731             | 101,2            | 37                 | Círculo exterior sur   | Østfold   |
| Marker         | 3613             | 412,9            | 9                  | Círculo exterior sur   | Østfold   |
| Rømskog        | 672              | 183,2            | 4                  | Círculo exterior sur   | Østfold   |
| Drammen        | 67 016           | 137,5            | 487                | Región de Drammen      | Buskerud  |
| Lier           | 25 378           | 301,3            | 84                 | Región de Drammen      | Buskerud  |
| Nedre Eiker    | 24 154           | 121,7            | 198                | Región de Drammen      | Buskerud  |
| Øvre Eiker     | 18 039           | 456,8            | 39                 | Región de Drammen      | Buskerud  |
| Holmestrand    | 10 661           | 86,1             | 124                | Región de Drammen      | Vestfold  |
| Sande          | 9149             | 178,3            | 51                 | Región de Drammen      | Vestfold  |
| Svelvik        | 6601             | 57,7             | 114                | Región de Drammen      | Vestfold  |
| Hof            | 3114             | 163,1            | 19                 | Región de Drammen      | Vestfold  |
| Moss           | 31 802           | 63,5             | 501                | Región de Moss         | Østfold   |
| Rygge          | 15 242           | 74,2             | 205                | Región de Moss         | Østfold   |
| Råde           | 7206             | 118,7            | 61                 | Región de Moss         | Østfold   |
| Våler          | 5100             | 257              | 20                 | Región de Moss         | Østfold   |
| TOTAL          | 1 546 696        | 9444,5           | 164                |                        |           |